# Zlatare
Pour un village kosovar, voir Zlatare (Pristina).
Pour un autre village kosovar, voir Zlatare (Uroševac).
Zlatare (en serbe cyrillique : Златаре) est un village de Serbie situé sur le territoire de la Ville de Novi Pazar, district de Raška. Au recensement de 2011, il comptait 9 habitants.

## Démographie
| 1948 | 1953 | 1961 | 1971 | 1981 | 1991 | 2002 | 2011 |
| ---- | ---- | ---- | ---- | ---- | ---- | ---- | ---- |
| 98   | 94   | 105  | 105  | 56   | 22   | 12   | 9    |

|  |